# Justo Giani
Justo Giani (Quilmes, Provincia de Buenos Aires, Argentina; 7 de abril de 1999) es un futbolista argentino. Juega de delantero.

## Carrera

### Inicios
Pese a que no comenzó a jugar en una escuelita o club de barrio desde temprana edad, Justo cuenta que desde chico, siempre fue futbolero. Su tío le transmitió la pasión por Quilmes, lo seguían a todas lados donde jugaba y le dieron ganas de probar suerte en dicho club: a mediados del 2014, le surgió esa posibilidad y además la de ir a Estudiantes de La Plata, sin embargo el amor por los colores le inclinó la decisión y fue a probarse al club del cual era hincha desde los 7 años.

### Quilmes
Su llegada a la institución fue a mitad de año cuando la categoría 99 era dirigida por Matías Neto y Javier Patalano, ambos le dijeron que las pruebas ya habían cerrado pero que podían probarlo igualmente para jugar en Liga Metro y que al año siguiente, podía fichar para AFA. En su paso por el club fue dirigido por Patalano y por Nestor Frediani, ambos le enseñaron diferentes cosas muy positivas que lo ayudaron a estar hoy en el lugar que está.
Sin dudas el 2017 será un año que no podrá olvidar nunca, gracias a su gran nivel en la Quinta División (marcando 10 goles siendo el goleador de la categoría y de Quilmes) integrantes del cuerpo técnico de la Primera División decidieron convocarlo para realizar su primer pretemporada y si esto fuese poco, Nicolás Diez y Sebastián Beccacece, lo han convocado a la Selección Nacional Sub-20 siendo sparring y con proyección hacia el Sudamericano 2017.
Debutó en la Primera el 11 de noviembre de 2017, siendo titular en el empate 1-1 frente a Nueva Chicago. Un año más tarde convirtió su primer gol, en la cancha de Instituto, partido que terminó igualado a 1.

### Newells
El 22 de febrero de 2021 fue confirmado como refuerzo de Newell's Old Boys, debutó en la jornada 3 de la liga ante Talleres ingresando a los 57 del segundo tiempo.

### Patronato
Sin lugar en el equipo de Javier Sanguinetti, el 8 de julio de 2022 es cedido a Patronato (dirigido por Facundo Sava), con la intención de sumar minutos y la difícil tarea de mantenerse en Primera División, donde logró convertir 1 gol (en la victoria del patrón ante San Lorenzo por 3-2), y 3 asistencias. Al terminar la temporada, sin poder evitar el descenso, su equipo accede históricamente a la final de la Copa Argentina y posteriormente se consagra campeón, donde Giani participó en las victorias ante Gimnasia (LP), River, Boca (ingresando como suplente) y Talleres en la final. Logrando su primer título como jugador profesional.

### Atlético Tucumán
El 22 de agosto de 2023, tras rescindir con Newell's Old Boys, se convirtió en refuerzo de Atlético Tucumán, a préstamo por 18 meses.

## Estadísticas
- Actualizado hasta el 15 de agosto de 2025.

| Quilmes Argentina | 2.ª                 | 2017-18             | 4   | 0 | -  | - | - | - | 4   | 0  | 0    |
| Quilmes Argentina | 2.ª                 | 2018-19             | 9   | 1 | -  | - | - | - | 9   | 1  | 0.11 |
| Quilmes Argentina | 2.ª                 | 2019-20             | 10  | 2 | -  | - | - | - | 10  | 2  | 0.2  |
| Quilmes Argentina | 2.ª                 | 2020                | 9   | 1 | -  | - | - | - | 9   | 1  | 0.11 |
| Quilmes Argentina | Total club          | Total club          | 32  | 4 | -  | - | - | - | 32  | 4  | 0.13 |
| Newell's Old Boys Argentina | 1.ª                 | 2021                | 17  | 0 | 5  | 1 | 5 | 1 | 27  | 2  | 0.07 |
| Newell's Old Boys Argentina | 1.ª                 | 2022                | 0   | 0 | 8  | 0 | - | - | 8   | 0  | 0    |
| Newell's Old Boys Argentina | 1.ª                 | 2023                | 4   | 0 | 1  | 0 | 2 | 0 | 7   | 0  | 0    |
| Newell's Old Boys Argentina | Total club          | Total club          | 21  | 0 | 14 | 1 | 7 | 1 | 42  | 2  | 0.05 |
| Patronato Argentina | 1.ª                 | 2022                | 21  | 1 | 4  | 0 | - | - | 25  | 1  | 0.04 |
| Patronato Argentina | Total club          | Total club          | 21  | 1 | 4  | 0 | - | - | 25  | 1  | 0.04 |
| Atlético Tucumán Argentina | 1.ª                 | 2023                | -   | - | 12 | 0 | - | - | 12  | 0  | 0    |
| Atlético Tucumán Argentina | 1.ª                 | 2024                | 13  | 0 | 13 | 1 | - | - | 26  | 1  | 0.04 |
| Atlético Tucumán Argentina | Total club          | Total club          | 13  | 0 | 25 | 1 | - | - | 38  | 1  | 0.03 |
| Aldosivi Argentina | 1.ª                 | 2025                | 19  | 2 | 2  | 1 | - | - | 21  | 3  | 0.14 |
| Aldosivi Argentina | Total club          | Total club          | 19  | 2 | 2  | 1 | - | - | 21  | 3  | 0.14 |
| Total en su carrera | Total en su carrera | Total en su carrera | 106 | 7 | 45 | 3 | 7 | 1 | 158 | 11 | 0.07 |
| (1) Las copas nacionales se refiere a la Copa Argentina y a la Copa de la Liga Profesional. (2) Las copas internacionales se refiere a la Copa Libertadores y a la Copa Sudamericana. (3) Media de goles por encuentro. No incluye goles en partidos amistosos. |                     |                     |     |   |    |   |   |   |     |    |      |

## Palmarés
| Título         | Club      | País      | Año  |
| -------------- | --------- | --------- | ---- |
| Copa Argentina | Patronato | Argentina | 2022 |